# 彩 〜Aja〜
「彩 〜Aja〜」（あや）は、サザンオールスターズの楽曲。自身の48作目のシングルとして、タイシタレーベルから12cmCD・12インチレコードで2004年4月14日に発売された。
発売1週間後の4月21日には12インチレコードも発売されている。また、2014年12月17日からはダウンロード配信、2019年12月20日からはストリーミング配信が開始されている。

## 背景
前作の「涙の海で抱かれたい 〜SEA OF LOVE〜」から約9か月ぶりとなるシングルである。本作は4月に発売されていることもあり、SPRING SINGLEと春に発売されていることを強調している。

## プロモーション
前作「涙の海で抱かれたい 〜SEA OF LOVE〜」と同じく、タイアップ以外の宣伝などはほとんどなく、発売時のテレビ出演はしていない。発売後のテレビ披露はテレビ朝日系音楽番組『ミュージックステーション』のみである。
テレビ披露
| 放送日         | 番組名                   | 放送局     | 披露曲                                               | 出典  |
| -------------- | ------------------------ | ---------- | ---------------------------------------------------- | ----- |
| 2004年11月26日 | ミュージックステーション | テレビ朝日 | 「彩 〜Aja〜」 「君こそスターだ」 「愛と欲望の日々」 | [ 6 ] |

## チャート成績
オリコン週間ランキングで初週13.3万枚を売り上げて、初登場1位を獲得した。2003年に再発売した「勝手にシンドバッド」から3作連続首位を記録した。オリコンによる累計売上枚数は27.9万枚を記録している。

## 収録曲
- 収録時間：17:54

1. 彩 〜Aja〜 (5:13)
（作詞・作曲：桑田佳祐 / 編曲：サザンオールスターズ & 片山敦夫 / 管編曲：山本拓夫）
桑田出演の日本航空『FLY! JAL!』CMソング[9]。
歌詞は春のラブソングになっており、公式サイトや自身の公式Twitterでも春のサウンドにのせて切なく染み入るスプリング・ソングと強調している[10][11][注釈 1]。桑田は亡父[注釈 2]に捧げた曲であると語っている[14]。Ajaはインドネシアの言葉で「永遠」の意味であり[15]、スティーリー・ダンのアルバム『彩 (Aja)』から拝借したものである[16]。レコーディングの際にはメンバーはベトナムやタイの写真のスライドなどを見ながら製作・録音した。
ミュージック・ビデオにはタイのバンコクで撮影されたものと日本のスタジオで撮影されたメンバーの映像が収録された。MVには当時サザンと同じアミューズに所属していた神木隆之介[注釈 3]が出演している。映像中に多数登場する風車はタイの地元商店で売られていたものを使用している[18]。
アルバム『キラーストリート』にはリマスタリングが施されて収録された。
2. FRIENDS (8:22)
（作詞・作曲：桑田佳祐 / 編曲：サザンオールスターズ & 片山敦夫）
企画ユニット「地球ゴージャス」の舞台『クラウディア』主題歌。
桑田と岸谷五朗が最初に打ち合わせをした際に岸谷がかつてニューヨークで見たミュージカル「ヘアー」の話になったことが、本楽曲を制作する上でのヒントになった[19][注釈 4]。
3. 夢見るアニバーサリー (4:18)
（作詞・作曲：原由子 / 編曲：島健）
原出演の日本航空『FLY! JAL!』CMソング。
本楽曲のみ名義が原由子&ALL STARSである[20]。

## 参加ミュージシャン
- 桑田佳祐:Vocal,  Chorus, Electric Guitar, Electric Bass(#1-2)、Harmonica, Tambourine、Hand Claps(#3)
- 関口和之:Bass(#1-2)
- 松田弘:Drums, Drums Programming(#1-2)
- 原由子:Keyboards(#1-2)、Chorus(#1-3), Vocal(#3)
- 野沢秀行:Percussion(#1-2)

- 彩 〜Aja〜
  - 角谷仁宣:Computer Programming
  - 片山敦夫:Electric Piano, Organ, Keyboards,Celesta
  - 小倉博和:Gut & Acoustic Guitars, Autoharp
  - 林憲一:Acoustic Guitar
  - 三沢またろう:Percussion
  - 山本拓夫:Tenor & Baritone Saxes, Flute
  - 荒木敏男:Trumpet
  - 西村浩二:Trumpet
  - 村田陽一:Trombone
  - 加藤茂:Drums Programming
  - 猫スタオールスターズ:Hand Claps
- FRIENDS
  - 角谷仁宣:Computer Programming
  - 片山敦夫:Electric Piano, Organ, Keyboards
  - 山本拓夫:Soprano Sax
  - 加藤茂:Drum Programming
  - 猫スタオールスターズ:HEY!! & Hand Claps
  - 斎藤誠:Electric & Acoustic Guitars
- 夢見るアニバーサリー
  - 角谷仁宣:Computer Programming
  - 小倉博和:Electric & Acoustic Guitars
  - 三沢またろう:Percussion
  - 島健:Acoustic Piano
  - 美久月千晴:Electric Bass
  - 山木秀夫:Drums
  - Patrick Nugier:Accordion
  - 藤田乙比古:Horn
  - 阿部雅人:Horn
  - 金原千恵子ストリングス:Strings
  - 浜岸美千子:Hand Claps

## 収録アルバム
| 曲名                 | 作品名           |
| -------------------- | ---------------- |
| 彩 〜Aja〜           | キラーストリート |
| 彩 〜Aja〜           | 海のOh, Yeah!!   |
| FRIENDS              | キラーストリート |
| FRIENDS              | 海のOh, Yeah!!   |
| 夢見るアニバーサリー | アルバム未収録   |

## ミュージック・ビデオ収録作品
| 曲名                 | 作品名                                                            | 備考                                                                      |
| -------------------- | ----------------------------------------------------------------- | ------------------------------------------------------------------------- |
| 彩 〜Aja〜           | ベストヒットUSAS (Ultra Southern All Stars)                       |                                                                           |
| 彩 〜Aja〜           | 21世紀の音楽異端児 (21st Century Southern All Stars Music Videos) |                                                                           |
| FRIENDS              | 未収録                                                            |                                                                           |
| 夢見るアニバーサリー | Harvest                                                           | 原のアルバム『婦人の肖像 (Portrait of a Lady)』の初回限定盤A・Bのみ収録。 |

## ライブ映像作品
| 曲名                 | 作品名                                                                                            |
| -------------------- | ------------------------------------------------------------------------------------------------- |
| 彩 〜Aja〜           | LIVE TOUR 2019 “キミは見てくれが悪いんだから、アホ丸出しでマイクを握ってろ!!” だと!? ふざけるな!! |
| FRIENDS              | 未収録                                                                                            |
| 夢見るアニバーサリー | 未収録                                                                                            |

## カバー
鄭中基（ロナルド・チェン）が「只要你愛我」というタイトルでカバーした。
※他の中華圏カバーと異なり、曲の一部をカットしてカバーしているため長さが短い。